# Români (gmina)
Români – gmina w Rumunii, w okręgu Neamț. Obejmuje miejscowości Goșmani, Români i Siliștea. W 2011 roku liczyła 3939 mieszkańców.